# 16906 Giovannisilva
16906 Giovannisilva è un asteroide della fascia principale. Scoperto nel 1998, presenta un'orbita caratterizzata da un semiasse maggiore pari a 2,9838846 UA e da un'eccentricità di 0,0454743, inclinata di 11,17064° rispetto all'eclittica.